# Marcin Jahr

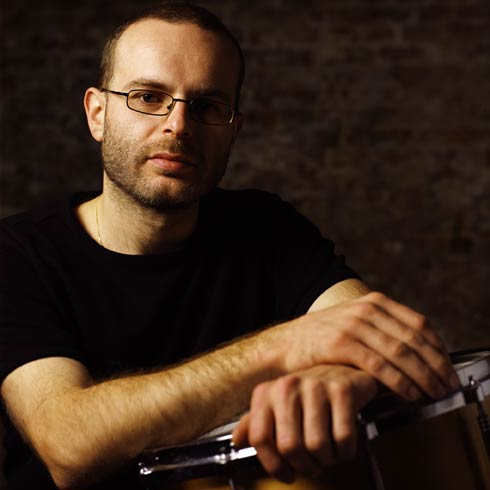
Marcin Jahr

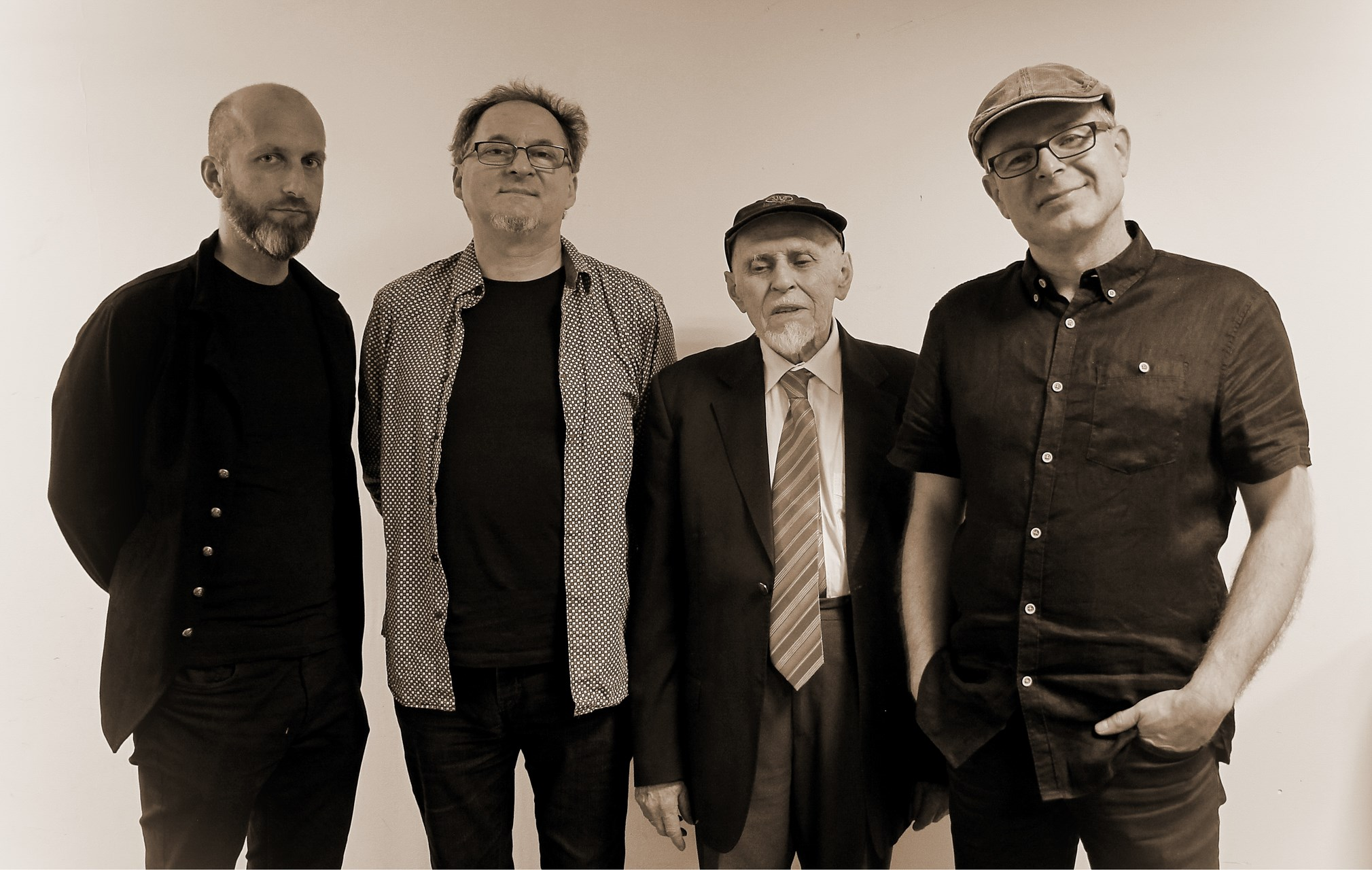
Jan Ptaszyn Wróblewski Quartet (2017)

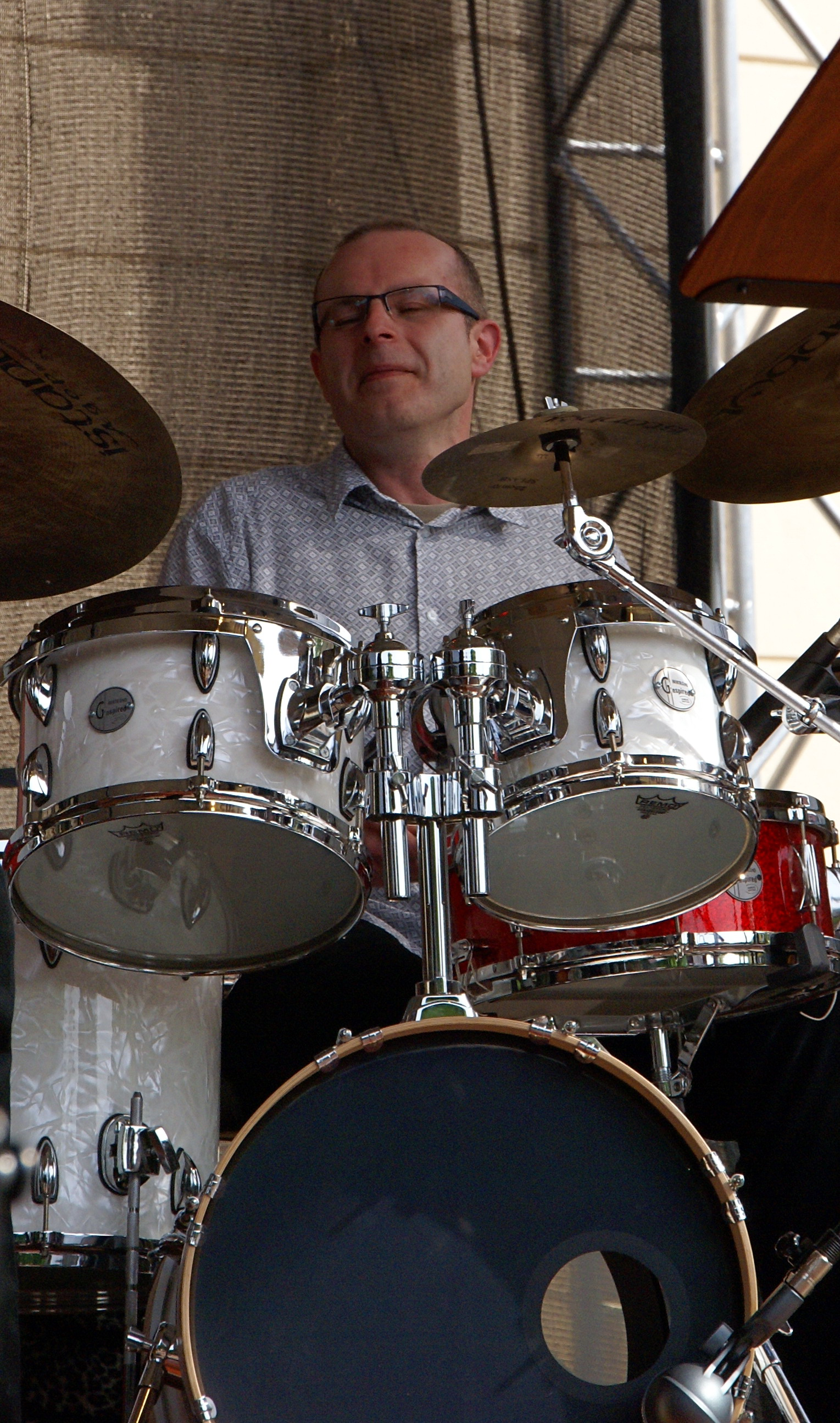
Marcin Jahr, Bydgoszcz 2010

Marcin Jahr (* 25. März 1969 in Bydgoszcz) ist ein polnischer Jazz-Schlagzeuger deutscher Abstammung.

## Leben
Seine Musikausbildung begann er im Jahre 1983 in der Musikschule in Bydgoszcz, die er mit Auszeichnung absolvierte. Von 1988 bis 1992 studierte Marcin Jahr Jazz und Popmusik an der Musikakademie Kattowitz.
Seine professionelle Karriere begann Marcin Jahr 1987 im Jan „Ptaszyn“ Wróblewski Quintett. Dann arbeitete er mit Garrison Fewell, Nicolas Simion, Joachim Mencel, Piotr Wojtasik, Mieczysław Szcześniak, Kuba Stankiewicz, Lora Szafran mit der Band New Presentation, Karol Szymanowski, Brandon Furman und Jacek Niedziela, Piotr Baron, Zbigniew Namysłowski, Tomasz Stańko, Janusz Muniak, Leszek Kułakowski, Krzysztof Herdzin, Michał Kulenty.
Er trat auf Jazzfestivals in Polen und im Ausland auf: Jazz an der Oder, Jazz Jamboree, Jazz Standard Festival Siedlce, Jazz im Museum in Ostrów Wielkopolski, Pori Jazz Festival ’87 (Finnland), Istanbul International Jazz Festival ’93 (Türkei), ’99 Euro Big Band von Matusz Jakabcic (Bratislava, Slowakei).
Ständige Zusammenarbeit: verschiedene Projekte von Jan „Ptaszyn“ Wróblewski, Funky Groove Band, Adam Wendt & Friends Quartet, Brandon Furman Trio, Wojciech Niedziela Trio und Quartett, Wooden Soul Quartet und Jazzowe Poetycje von Jacek Niedziela, Bright Ella’s Memorial mit Ewa Bem, Piotr Wojtasik.
Marcin Jahr war Lehrer am Musikworkshop in Puławy (2002, 2003, 2004), Leichlinger Jazz Workshop, Forum Ost-West in Deutschland (1992, 1994, 1996) und am Internationalen Musikworkshop in Inowrocław (2003). Von 2004 bis 2008 hat er am Fachbereich der Jazzmusik der Universität in Zielona Góra unterrichtet.

## Diskografie
(kleine Auswahl)
- Jacek Niedziela – Wooden Soul (Polonia Records CD 025)
- Piotr Wojtasik – Lonely Town (Power Bros PB 00137)
- Karol Szymanowski – Sześćsił (Polonia Records CD 060)
- Krzysztof Herdzin – Chopin (Polonia Records CD 056)
- Leszek Kułakowski – Interwały (Polonia Records CD 072)
- The Other Side of Polonia Records (Polonia Records CD 064)
- Jacek Niedziela/Wojciech Niedziela – Jazzowe Poetycje (KOCH Int. 33863-2)
- Funky Groove – Funky Groove (Polygram Polska – Mercury 536 043-2)
- Ewa Bem Bright Ella’s Memorial (KOCH International 33957-2)
- Jan „Ptaszyn“ Wróblewski  – Henryk Wars Songs – Live in Tarnów (CD Sound Int. CDSCD 103)
- Krzysztof Herdzin – Being Confused (CD Sound Int. CDSCD 106)
- Jacek Niedziela – Sceny z Macondo (CD Sound Int. CDSCD 108)
- Brandon Furman – A Bard’s Tale (Polonia Records CD 185)
- Leszek Kułakowski Katharsis (Not Two Records MW 708-2)
- Wojciech Niedziela – To Kiss the Ivorys (Polonia Records CD 229)
- Leszek Kułakowski – Eurofonia (Not Two Records MW 717-2)
- Wojciech Majewski Grechuta (Sony Jazz) (2001)
- Funky Groove Go to Chechua Mountain (GRAMI 2002)
- 0-58  – Tryby (0-58records 001)
- Jan „Ptaszyn“ Wróblewski Quartet – Real Jazz (BCD CDN 10/PRK CD 0068)
- Bisquit – Inny smak (Kayax)
- Jan „Ptaszyn“ Wróblewski Quartet – Supercalifragilistic (BCD CDN 14)
- Kasia Stankowska – Passions (OLPRESS 01)
- Adam Wendt Power Set (Adam Wendt / Boogie Production 5904003980961)
- Adam Wendt Power Set – Big Beat Jazz (2011)
- Magda Piskorczyk – Afro Groove (Artgraff 2011)
- Julia Sawicka Project – Fields of Soul (2012)
- Andrzej Chochół – It's Great Again (Fonografika 2013)
- Jan „Ptaszyn“ Wróblewski Sextet – Moi pierwsi mistrzowie – Komeda / Trzaskowiski / Kurylewicz (2014)
- Julia Sawicka Project – Kolędy (2014)
- Teatr Tworzenia – Katharsis (A Small Victory) (2017)
- Michał Sołtan – Malogranie (2017)
- Jan „Ptaszyn“ Wróblewski Sextet – Komeda – Moja słodka europejska ojczyzna, Polish Jazz vol.80 (2018)
- Adam Wendt & Friends – Rhythm & Jazz (2018)
- Teatr Tworzenia – Living After Life (2019)
- Krzysia Górniak – Memories (2020)
- Jacek Niedziela-Meira – Partyturism (2020)
- Jan „Ptaszyn“ Wróblewski – Studio Jazzowe PR 1969-1978 (5CD, 2020)
- Bernard Maseli Septet – Good Vibes of Milian (2021)
- Andrzej Dąbrowski & All Stars – Live (2022)
- Buczkowski / Troczewski / Wrombel / Jahr – The Other Sound (2022)
- Nika Lubowicz & All Stars – Nika Sings Ella (2022)
- Jan „Ptaszyn“ Wróblewski Quartet – On The Road vol. 1 (2022)
- Krzysia Górniak & Rui Teles – Astrolabe (2022)